# Nödbostad

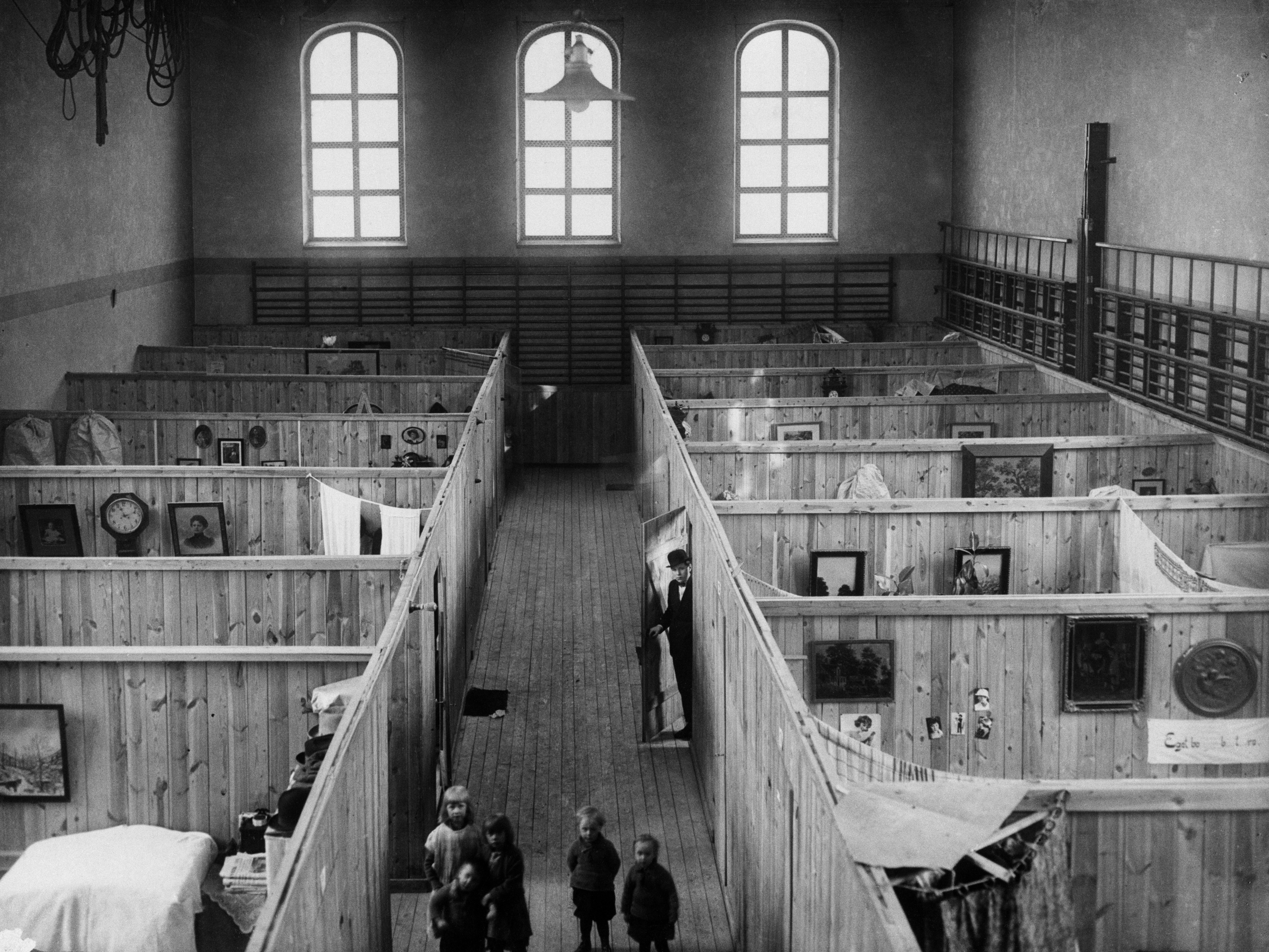
Provisorisk nödbostad i en gymnastiksal, Kungsholmen Stockholm, 1925.

En nödbostad är en provisorisk, enkel bostad som en myndighet eller organisation upprättar, för att ge människor en tillfällig bostad oftast i samband med naturkatastrofer, krig eller svår bostadsbrist.

## I samband med katastrofer
I samband med naturkatastrofer som översvämningar, jordbävningar och bränder där många bostadshus förstörs upprättas nödbostäder i form av monteringsfärdiga hus, baracker, bostadscontainer eller tält. Dessa kan demonteras och återanvändas, när permanenta bostäder har byggts.

## I samband med bostadsnöd

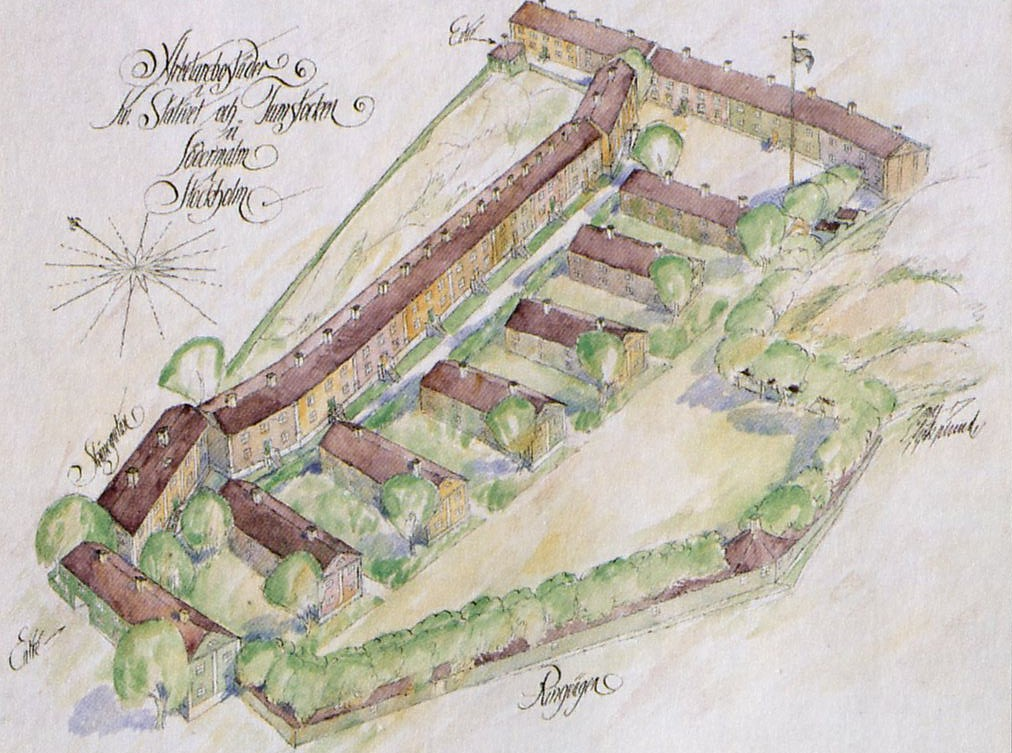
Asplund: Förslag till nödbostäder i kvarteren Stativet och Tumstocken, 1917 (revs 1965).

Nödbostäder i Sverige var en form av provisoriska bostäder som hade till uppgift att mildra bostadsnöden i storstäderna kring sekelskiftet 1900 och fram till 1930-talet. En nödbostad kunde vara ett med brädor avgränsat och upptill öppet bås i en gymnastiksal. Det var ändå bättre än ett kritstreck på golvet och ett draperi som fick markera "bostaden".
Bostadsnöden förvärrades ytterligare under första världskriget då all privat byggverksamhet lamslogs och byggkostnaderna steg kraftigt på grund av materialbrist och ransonering. År 1918 antog riksdagen ett förslag att ge statliga och kommunala bidrag till byggandet av "tillfälliga bostäder av träd" i de värst drabbade svenska städerna. På Hemutställningen 1917 i Stockholm visades hur sådana bostäder kunde utformas, bland annat fanns där ett så kallat bostadskök (där köket samtidigt fungerade som vardagsrum och sovrum för hela familjen) ritade och inredda av arkitekterna  Uno Åhrén och Gunnar Asplund. Väl gestaltade och arkitektritade nödbostäder byggdes även i andra städer, till exempel Röda stan i Norrköping med Sven Erik Lundqvist som arkitekt.

### Situationen i Stockholm
I Stockholm byggdes under åren 1917-24 cirka 2 500 nödbostäder eller bostäder för "husvilla". Begreppet "husvillhet" använde Stockholms stads bostadskommitté för att beskriva den bostadssituation som man snabbt ville förhindra respektive lösa. Ett av områden som uppfördes 1918 som nödbostäder är Cedersdalsgatans hus och huslängan i kvarteret Bergsryggen, båda i Stockholm, ursprungligen byggda som ett provisorium, sedan förslummade, är husen efter ombyggnad på 1960-talet numera mycket omtyckta bostadsområden. Ett annat område byggdes 1917 i kvarteret Stativet och Tumstocken på Södermalm efter Gunnar Asplunds ritningar, dessa är dock inte kvar idag, inte heller de nödbostäder som uppfördes i Stadshagen som ibland kallades "Guldgrävarlägret".

## Bildexempel

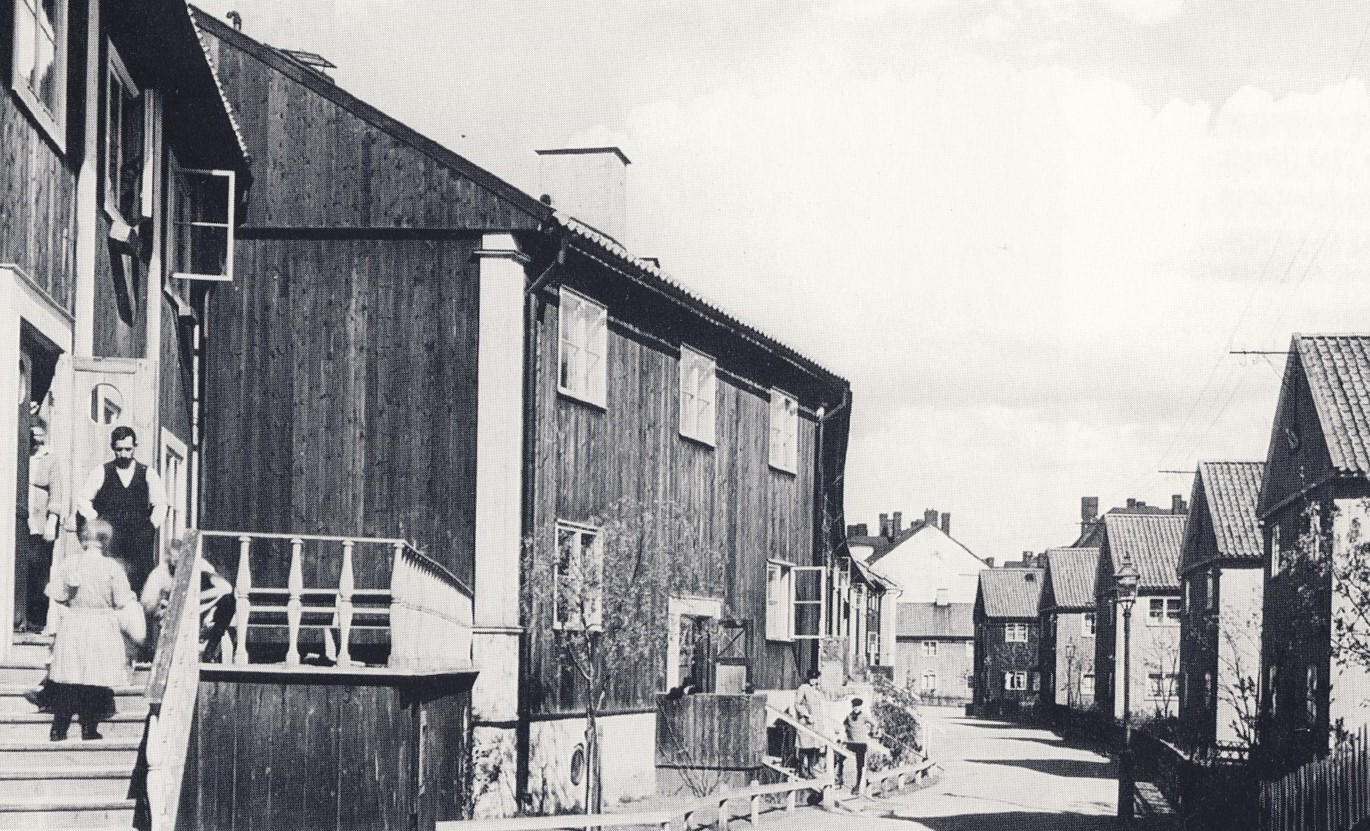
Nödbostäder i kvarteren "Stativet och Tumstocken", Stockholm 1917 (revs 1965).
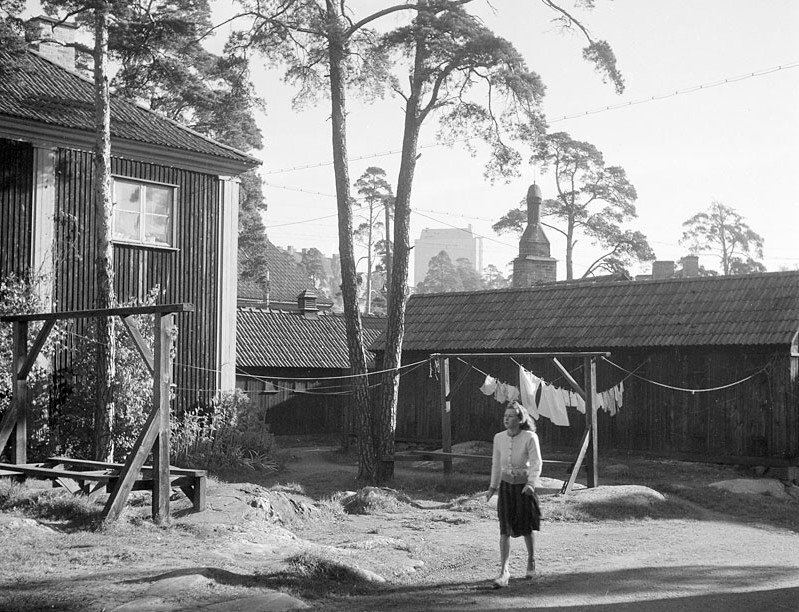
"Guldgrävarlägret", Stockholm, 1946 (revs 1965).
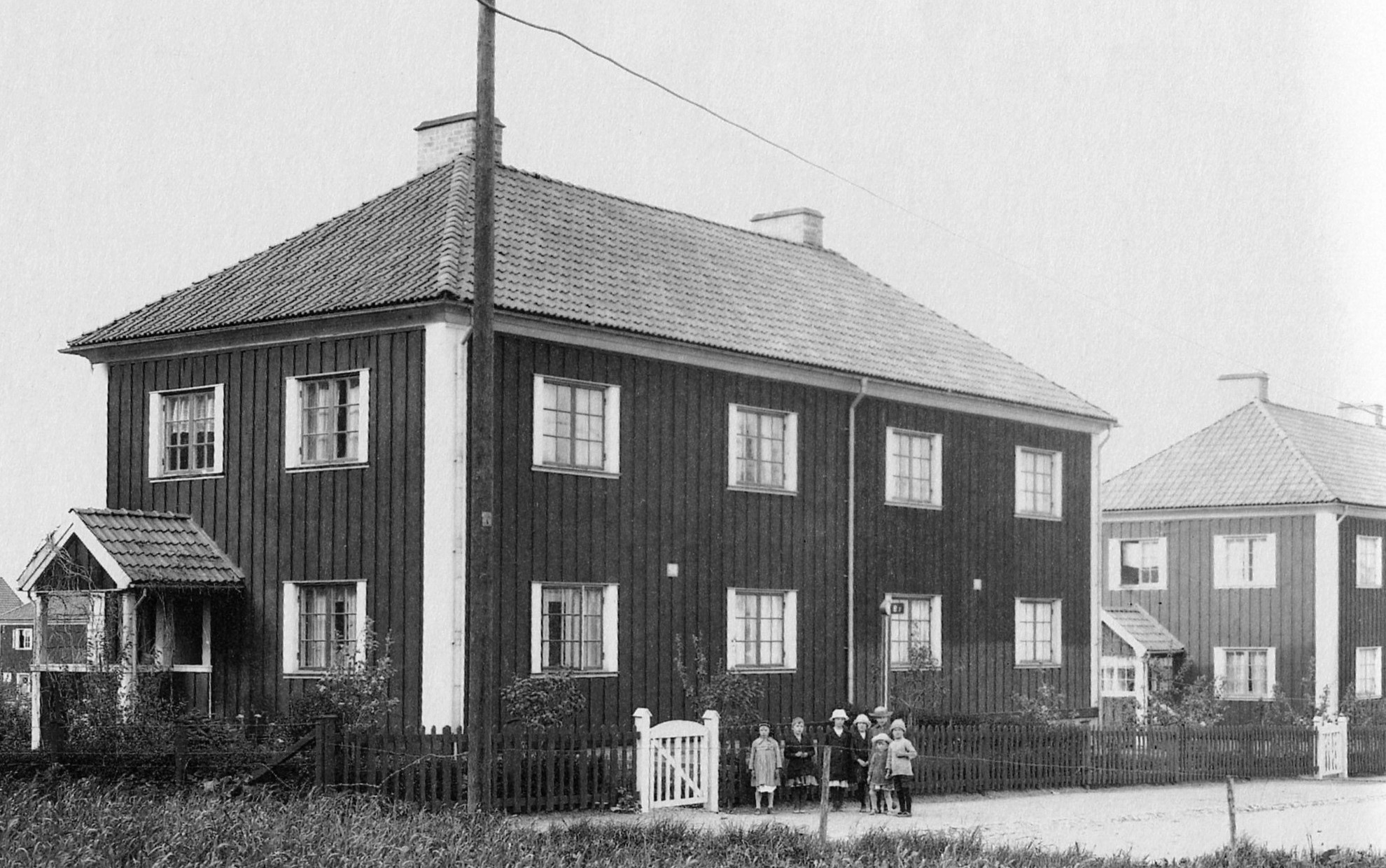
Röda stan, Norrköping 1920-talet, (finns kvar).
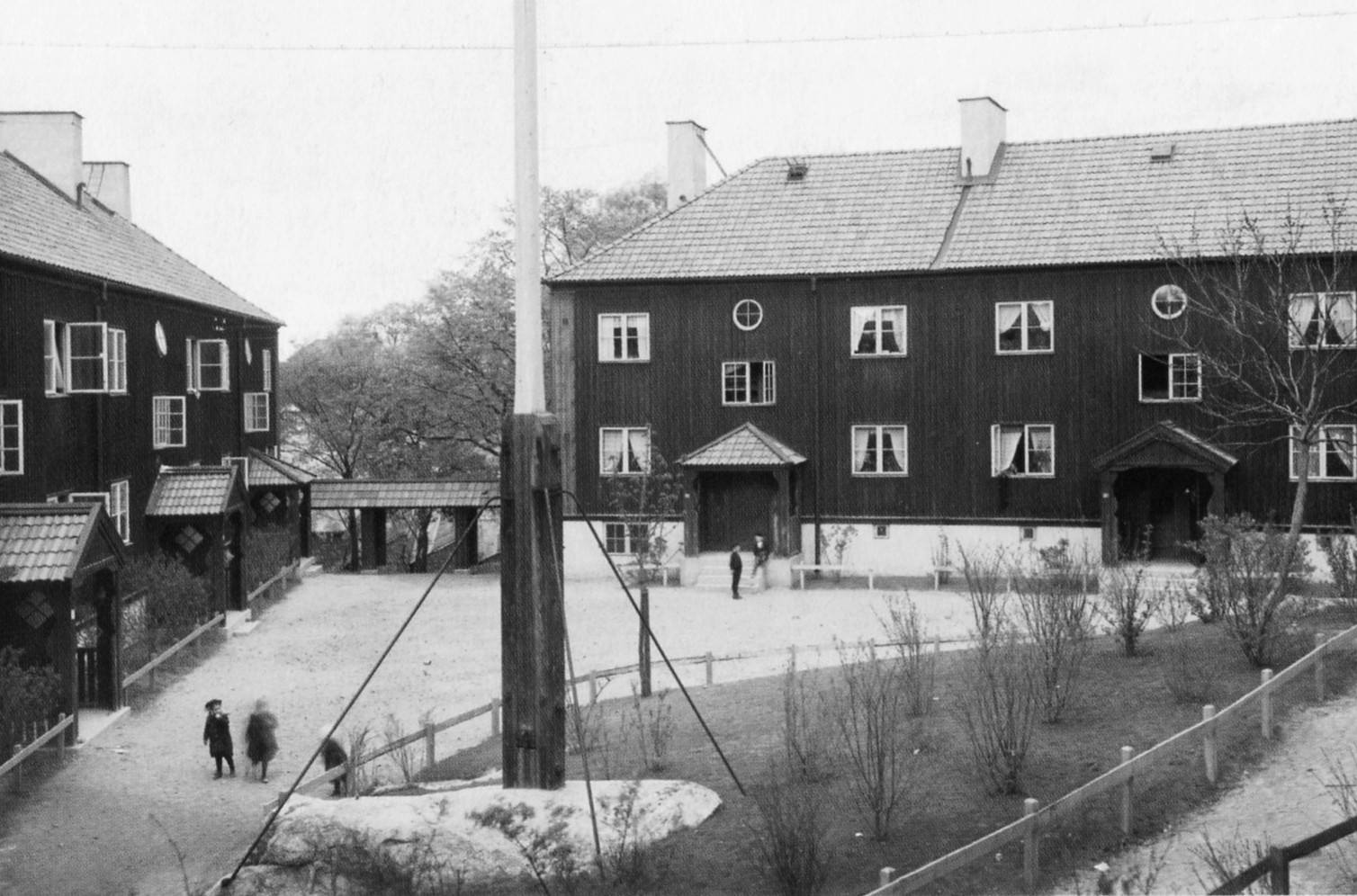
"Cedersdalsgatans hus" 1919, (finns kvar).